# Парк Сен-Клу

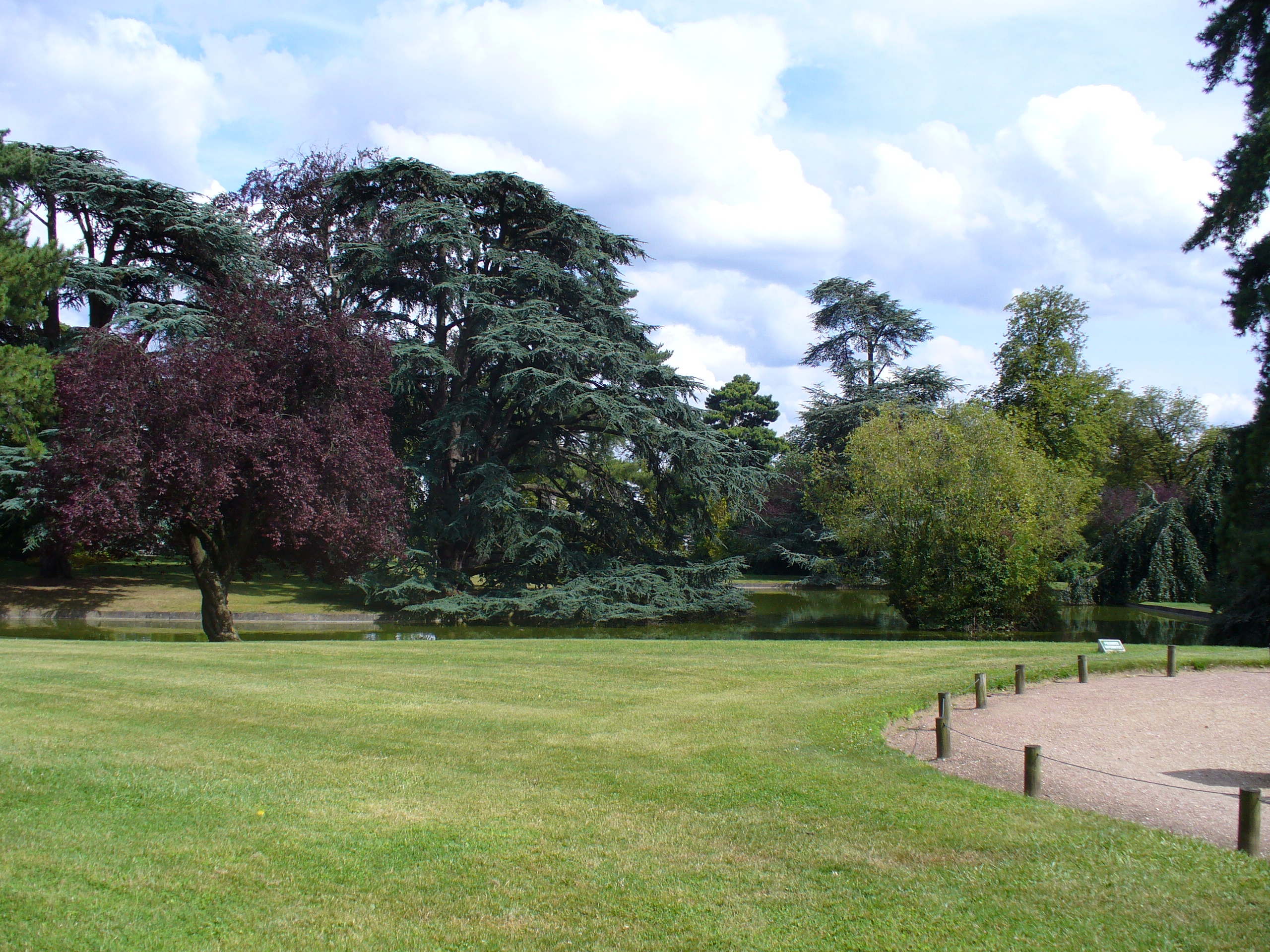
Английский парк в Сен-Клу

Парк Сен-Клу (фр. parc de Saint-Cloud) — один из самых популярных французских парков. Находится в департаменте О-де-Сен к западу от Парижа, в непосредственной близости от столицы, на территории городка Сен-Клу.

## Замок Сен-Клу
Ранее на территории парка размещалось шато (дворец-замок) Сен-Клу, построенное в XVI веке и первоначально принадлежавшее семье флорентийских банкиров Гонди. Во время религиозных войн, 1 августа 1589 года, обосновавшийся здесь для осады Парижа Генрих III был убит монахом Жаком Клеманом. 
В 1658—1701 годах замок принадлежал брату Людовика XIV, Филиппу Орлеанскому. В 1784 году приобретён Людовиком XVI для своей супруги Марии-Антуанетты; при ней замок был сильно перестроен. В оранжерее парка произошёл государственный переворот 18 брюмера VIII года Республики (1799). 
Именно в Сен-Клу Наполеон в 1804 году был провозглашен императором. Во время войны с Пруссией на территории замка находился штаб немецких войск; подвергнутый бомбардировке со стороны французской артиллерии, замок сгорел (1870); позднее (в 1892 году) руины были разобраны.

## Парк
Парк Сен-Клу, чья площадь насчитывает 460 гектаров, представляет собой излюбленное место отдыха парижан и жителей Иль-де-Франса. На территории парка проводятся разнообразные культурные мероприятия, в том числе музыкальный фестиваль и показы старинных автомобилей. Разразившаяся в 1999 году буря сильно повредила деревья.

### Состав парка
Парк, для которого характерен большой перепад высот, состоит из сада во французском духе, спроектированного Андре Ленотром; английского парка (парк Трокадеро, начатый при Людовике XVIII), розария Марии-Антуанетты и т. д. На территории парка находится около десяти фонтанов. В верхней части парка имеется балюстрада, с которой открывается красивый вид на Париж.

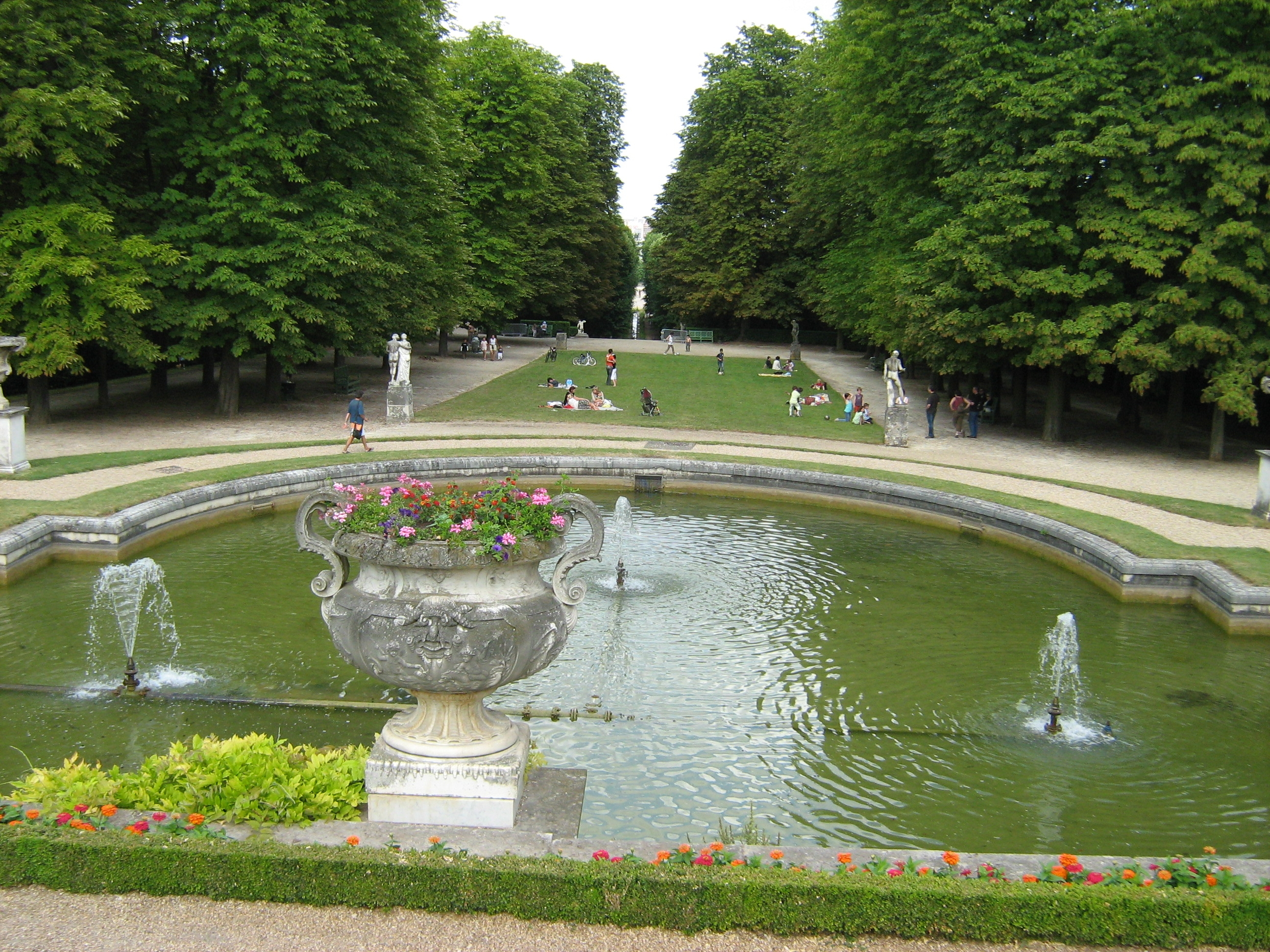
Фонтан в парке

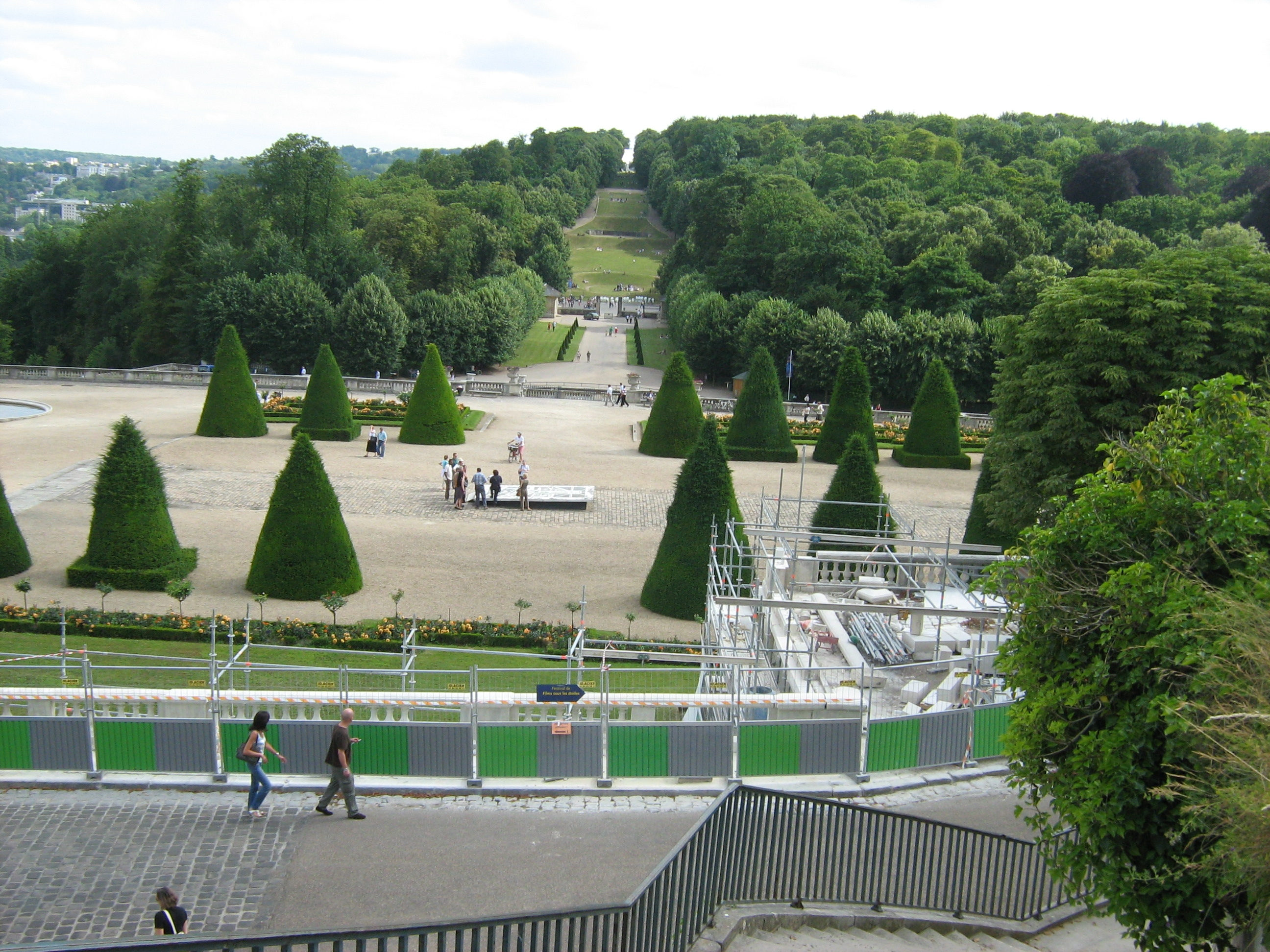
Центральная аллея

На территории парка размещаются небольшой Музей замка Сен-Клу, а также Институт Пастера.

### Парк Сен-Клу в литературе и искусстве
Парк упоминается в ряде произведений французской литературы. Из романа аббата Прево «История одной гречанки» (1740), герои которого отправляются в Сен-Клу на пикник, читатель узнаёт, что в XVIII веке сады пользовались репутацией «фривольных». Поэтичное описание парка приводится в четвёртой главе «Отверженных» Виктора Гюго:
Цветники Сен-Клу благоухали, дыхание Сены едва заметно шевелило листву деревьев, ветви покачивались от легкого ветерка, пчелы безжалостно грабили кусты жасмина, целая ватага бабочек налетела на тысячелистник, клевер и дикий овес; заповедным парком французского короля завладела шумная толпа беспутных бродяг — то были птицы.
Парк привлёк к себе внимание многих известных художников. В разное время его изображали Ж.-О.Фрагонар, Р. Дюфи, Э. Хоппер. Фрагмент парка запечатлён на картине Анри Руссо «Аллея в парке Сен-Клу» (1908).
В парке Сен-Клу был снят видеоклип на песню Nothing Compares 2 U в исполнении Шинейд О’Коннор.

### Сен-Клу и велоспорт
Официальной датой рождения велосипедного спорта считается 31 мая 1868 года, когда на аллеях парка Сен-Клу была организована гонка на 2 километра. Сто сорок лет спустя, 15 июня 2008 года, экс-президент США Джордж Буш, совершая прощальное турне по Европе, на собственном велосипеде катался по парку Сен-Клу.

### Практические советы
- До парка можно доехать на метро (линия 9, станция «Pont de Sèvres», или линия 10, станция «Boulogne — Pont de Saint-Cloud»). От метро пешком (по мосту через Сену) или на автобусе.
- Вход в парк бесплатный для пешеходов, с автомобилистов взимается плата.
- Часы работы варьируются в зависимости от времени года.